# Соготах-Тас
Соготах-Тас — гора в Якутии, Россия. Является частью хребта Черского. Высота — 1646 м.
Гора находится на северо-западе Чибагалахского хребта, в массиве гор Сибикте-Сисе, на правом берегу р. Чаркы (Муолакан).
Гора не получила русского названия.
Регистрационный номер в ГКГН — 0337823.